# Język malinowy

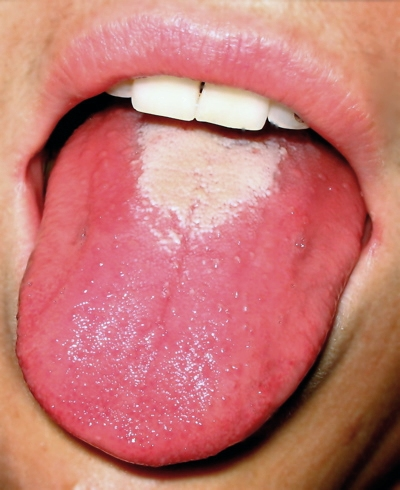
Język malinowy w płonicy

Język malinowy, język truskawkowy (ang. strawberry tongue) – objaw chorobowy, polegający na stanie zapalnym brodawek języka, mających wówczas intensywnie czerwony kolor. Obserwowany jest klasycznie w przebiegu płonicy, także w zespole wstrząsu toksycznego, odrze i w chorobie Kawasakiego. Może przypominać zapalenie języka (język Huntera) w przebiegu niedokrwistości z niedoboru witaminy B12.